# Estación Inca de Oro
Inca de Oro fue una estación ferroviaria correspondiente al Longitudinal Norte ubicada en la comuna de Diego de Almagro, en la Región de Atacama, Chile. La estación fue construida como parte de la extensión de las vías entre el sistema de ferrocarriles de esta estación y estación Pueblo Hundido, lo que posteriormente conlleva a ser parte del Longitudinal Norte. Actualmente la estación no se encuentra en operaciones.

## Historia
La estación fue parte de los trabajos de extensión iniciados en 1897, con los cuales se procedió a construir una vía de férrea que se extiende desde estación Salado hasta lo que hoy es la estación Diego de Almagro, que incluyó además la construcción de otra vía que se extiende desde esta estación —emplazada en el tramo entre las dos estaciones— hasta esta estación. Estas obras terminaron de construirse y fueron entregadas para su uso en 1904.
Posteriormente, la punta de rieles de esta estación fue parte de la extensión que unió a la estación Chulo y estación Inca de Oro, y por ende el sistema de ferrocarriles entre esta estación y la estación Pueblo Hundido con el ferrocarril Caldera-Copiapó; esta estación era parte del proyecto original. El proyecto originalmente comenzó a ser estudiado el 10 de junio de 1903, la enrieladura fue terminada el 20 de octubre de 1909 y fue inaugurado en 1910. Para 1909 la estación ya entregaba servicios a minerales cercanos a esta.
Para 1909 la estación se llamaba Pedro Nolasco, y en su momento también fue conocida como Estación Cuba, siendo renombrada como Inca de Oro el 4 de agosto de 1939.
La estación fue suprimida mediante decreto del 6 de noviembre de 1978. La estación poseía tres desvíos locales y una vía principal, así como un triángulo de inversión que daba hacia la planta de la Empresa Nacional de Minería. En 1941 la estación contaba con el edificio principal y una bodega.
Para 1968 la estación ya contaba con el triángulo que daba hacia las canchas de minerales de la Enami, un gran terreno para edificios principales, así como un garaje para locomotoras. Actualmente solo queda en pie el edificio residencial de los empleados de la estación.